# Бадхизький заповідник
35°42′00″ пн. ш. 61°49′00″ сх. д. / 35.7° пн. ш. 61.81666667° сх. д.
Бадхизький заповідник знаходиться на Південному Туркменістані.

## Опис
Його територія розташована між Тедженом і Мургабом, на передгір'ї Паро-Памізу. Заснований в 1941 році, його площа становить 87,7 тисяч гектарів. Рельєф тут хвилястий, домінує передгірна рівнина.
На території заповідника охороняються 697 видів рослин та 37 видів звірів, в тому числі фісташка, саксаул, астрагал, зокрема, кулан, гепард, гієна, та 250 видів птахів, серед яких гриф і інші. Бадхійський заповідник має величезний значення для врятування порожнини куланів, джеранів, дикого копетдагського барана — уріала, а також для вивчення властивостей змій, таких як кобри, гюрзи, ефи і різних полозів.